# Stevan Raičković
Akademik Stevan Raičković (Neresnica kod Kučeva, 5. srpnja 1928. – Beograd, 6. svibnja 2007.) je bio jedan od najistaknutijih srpskih književnika. Bio je pjesnik, esejist i književni prevoditelj. Bio je akademik SANU.
Roditelji su mu bili učitelji u subotičkoj osnovnoj školi koja se nalazila kod igrališta Bačke.
Osnovnu je školu završio u Subotici. Pohađao je Mušku gimnaziju, gdje je maturirao 1947. godine.
Studirao je u Beogradu, gdje je uz Vaska Popu i Miodraga Pavlovića postao jednim od najbitnijih srpskih pjesnika.
Pjesme su mu bile između neoromantičnog pjesništva i suvremene poetske imaginacije.Najpoznatije djelo je dječja lektira:Gurije

## Zanimljivosti
Prvu pjesmu objavio je u subotičkom dnevniku "Hrvatskoj riječi" na Božić, 25. prosinca 1945. godine.